# 愛の宅配-ピザ・ボーイ
『愛の宅配-ピザ・ボーイ』（原題：Loverboy）は、1989年のアメリカ映画。
ピザ配達人の少年の遍歴を描いたラブ・コメディ。日本では劇場未公開で、ビデオも廃版であり、2014年現在でDVD発売の予定はない。

## 内容
ピザ屋の店員のランディはある日配達先で4人のお姉様とイイコトしちゃうというちょっとエッチなコメディ。

## スタッフ
- 監督： ジョーン・ミックリン・シルヴァー
- 製作： ゲイリー・フォスター、ウィリー・ハント
- 原案・脚本：ロビン・シフ
- 脚本：トム・ロペールスキー、レスリー・ディクソン
- 撮影：ジョン・ホラ

## キャスト
- ランディ：パトリック・デンプシー
- ダイアン：ケイト・ジャクソン
- ジョイス：カースティ・アレイ
- モニカ：キャリー・フィッシャー
- アレックス：バーバラ・カレラ
- ジョー：ロバート・ギンティ